# Kenya ai Giochi della XIX Olimpiade
Il Kenya partecipò ai Giochi della XIX Olimpiade che si sono svolti a Città del Messico dal 12 al 27 ottobre 1968, con una delegazione di 39 atleti impegnati in 4 discipline. Il bottino della squadra, alla sua quarta partecipazione ai Giochi, fu di tre medaglie d'oro, quattro d'argento e una di bronzo. Otto delle nove medaglie vennero dell'atletica leggera fra le quali le tre d'oro, conquistate nelle gare di mezzofondo.

## Medagliere

### Per discipline
| Sport            | Oro | Argento | Bronzo | Totale |
| ---------------- | --- | ------- | ------ | ------ |
| Atletica leggera | 3   | 4       | 1      | 8      |
| Pugilato         | 0   | 0       | 1      | 1      |
| Totale           | 3   | 4       | 2      | 9      |

### Medaglie
| Medaglia | Atleta                                                   | Sport            | Evento                   |
| -------- | -------------------------------------------------------- | ---------------- | ------------------------ |
| Oro      | Kipchoge Keino                                           | Atletica leggera | 1500 metri piani         |
| Oro      | Naftali Temu                                             | Atletica leggera | 10000 metri piani        |
| Oro      | Amos Biwott                                              | Atletica leggera | 3000 metri siepi         |
| Argento  | Wilson Kiprugut                                          | Atletica leggera | 800 metri piani maschili |
| Argento  | Kipchoge Keino                                           | Atletica leggera | 5000 metri piani         |
| Argento  | Benjamin Kogo                                            | Atletica leggera | 3000 metri siepi         |
| Argento  | Charles Asati Hezahiah Nyamau Naftali Bon Daniel Rudisha | Atletica leggera | Staffetta 4×400 metri    |
| Bronzo   | Naftali Temu                                             | Atletica leggera | 5000 metri piani         |
| Bronzo   | Philip Waruinge                                          | Pugilato         | Pesi piuma               |